# 塔彭贝克
塔彭贝克是德国下萨克森州的一个市镇。总面积5.11平方公里，总人口1358人，其中男性661人，女性697人（2011年12月31日），人口密度266人/平方公里。